# NAMES Project AIDS Memorial Quilt

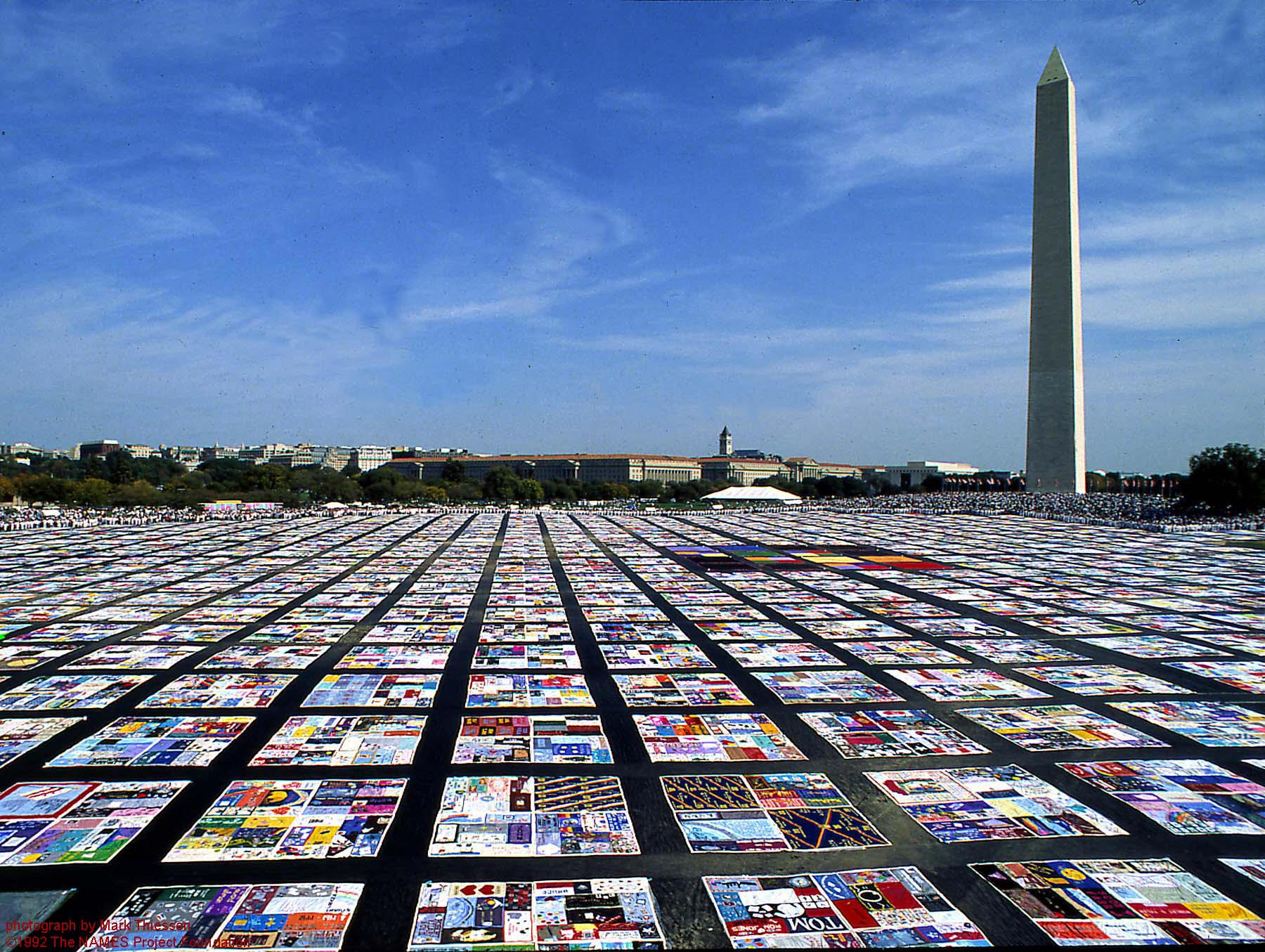
The AIDS Quilt

NAMES Project AIDS Memorial Quilt (oftmals AIDS Memorial Quilt abgekürzt) ist ein Quilt in den Vereinigten Staaten.
Der Aids Memorial Quilt erinnert an das Leben von Menschen, die an den Folgen von AIDS verstorben sind. Der Quilt wiegt rund 54 Tonnen und ist weltweit das größte Kunstwerk, das von einer Gemeinschaft im Bereich Handarbeiten hergestellt wurde.
Der Quilt wurde von der Organisation The Names Project Foundation (eine Gruppe um Cleve Jones, Mike Smith und anderen Freiwilligen) 1987 in San Francisco gestartet. Zu jener Zeit erhielten einige an den Folgen von AIDS verstorbenen Menschen keine angemessenen Beerdigungsfeiern aufgrund sozialer Ausgrenzung durch überlebende Familienangehörige. Oftmals hatten Freunde von Verstorbenen nur die Möglichkeit, über das Projekt Aids Memorial Quilt an die geliebten Verstorbenen zu erinnern. Letztmals 1996 wurde der Quilt in seiner vollen Größe auf der National Mall in Washington, D.C. ausgebreitet.
Der Sitz der Organisation The Names Project Foundation befindet sich in Atlanta, Georgia. Die Organisation verfügt über 21 Unterorganisationen in den Vereinigten Staaten und über mehr als 40 verbundene Organisationen weltweit. Der Quilt wird in Atlanta aufbewahrt, wenn er nicht zeitweise anderenorts ausgestellt wird. Das Kunstwerk wächst kontinuierlich weiter und besteht gegenwärtig aus 5.748 Blöcken, die aus mehr als 44.000 Erinnerungsstücken an Einzelschicksale bestehen.
Der Quilt besteht aus verschiedenen Stoffen (beispielsweise Spitze, Leder, Taft oder Nerz) und wurde in verschiedenen Handarbeitstechniken (beispielsweise Patchwork, Appliken, Collagen oder Stickereien) hergestellt.
Nach diesem Vorbild wurde im Herbst 1992 das viel kleinere Names Project Wien gestartet.

## Medien und Ehrungen
- Im Dokumentarfilm Common Threads: Stories from the Quilt wird die Entstehung des Quilts verfilmt. Die Dokumentation wurde von Robert Epstein produziert und erhielt einen Oscar als bester Dokumentarfilm.
- Der Liedtexter Tam Brown schreibt im Lied Jonathan Wesley Oliver, Jr. über den Quilt.
- In den 1990er Jahren wurde John Coriglianos Symphony No. 1 vom Qulit inspiriert.[5]
- The AIDS Quilt Songbook wurde 1992 vom Bariton-Sänger William Parker veröffentlicht.[6]
- Das NAMES Projekt inspirierte den Liederzyklus Elegies For Angels, Punks and Raging Queens